# Михайлов Олександр Якович (Герой Радянського Союзу)
Олександр Якович Михайлов (28 грудня 1921 — 10 січня 1984) — командир батареї 1181-го зенітного артилерійського полку (5-а зенітна артилерійська дивізія, 7-а гвардійська армія, Степовий фронт), полковник, Герой Радянського Союзу.

## Біографія
Олександр Якович Михайлов народився 28 грудня 1921 року в селі Рудово в родині робітника.
Росіянин. Член КПРС з 1943 року.
Закінчив середню школу. У Радянській армії з 1940 року. Закінчив Бакинське училище зенітної артилерії в 1941 році.
На фронті з грудня 1941 року. Старший лейтенант Михайлов О.Я. відзначився 25 вересня 1943 року в боях на переправі через річку Дніпро.
Після війни продовжував службу в армії. У 1957 закінчив курси удосконалення офіцерського складу. З 1970 року полковник Михайлов у відставці. Обирався депутатом Верховної Ради Башкирської АРСР шостого скликання від Іглінського виборчого округу № 91, Нурімановський промисловий район.
Проживав в Уфі. Працював заступником директора заводу гумових технічних виробів імені М. Фрунзе.
Помер 10 січня 1984 року. Похований на Південному кладовищі в Уфі.

## Подвиг
«Командир батареї 1181-го зенітного артилерійського полку (5-а зенітна артилерійська дивізія, 7-а гвардійська армія, Степовий фронт) старший лейтенант Михайлов, переправляючись 25.9.1943 через Дніпро, вогнем зенітної батареї з порома відбив напад фашистських літаків, чим забезпечив подолання річки іншими підрозділами. На плацдармі на околиці с. Бородаївка (Верхньодніпровський район Дніпропетровської області) 4 доби відбивав напади груп бомбардувальників ворога, прикриваючи переправу наших військ. Батарея збила 9 літаків противника».
Звання Героя Радянського Союзу присвоєно 26 жовтня 1943 року.

## Нагороди
- Медаль «Золота Зірка» Героя Радянського Союзу (26.10.1943).
- Орден Леніна.
- Орден Червоного Прапора.
- Орден Олександра Невського (29.04.1945).
- Чотири ордена Червоної Зірки (28.07.1943).
- Медалі.